# Fátima Patriarca
Fátima Patriarca (Monte do Sol Posto, Coruche, 19 de janeiro de 1944 - Lisboa, 11 de março de 2016) foi uma historiadora e socióloga portuguesa que se especializou nos movimentos operários e sindicais durante o Estado Novo. Foi investigadora principal no Instituto de Ciências Sociais da Universidade de Lisboa, onde criou, em conjunto com Maria Filomena Mónica, o Arquivo de História Social.

## Percurso
Nasceu em Monte do Sol Posto, Coruche, em 1944, e em 1949 partiu com a família para Benguela, em Angola, onde cresceu. Em 1961 voltou para Portugal para estudar na Faculdade de Letras da Universidade de Lisboa. Em 1963 mudou para o Instituto Superior de Serviço Social, onde se formou com 17 valores em 1967.
Foi bolseira da Fundação Gulbenkian em Paris entre 1970 e 1972, onde obteve o Diplôme d’Études Approfondies en Sciences Sociales (DEASS). Até 1975 trabalhou como técnica de serviço social em várias instituições públicas, como a Direção-Geral de Previdência e Habitações Económicas. Em 1980 obteve a licenciatura em Sociologia no ISCTE, com 18 valores e especialização em sociologia industrial.
Em 1979 criou, juntamente com Maria Filomena Mónica, o Arquivo Histórico das Classes Trabalhadoras, mais tarde Arquivo de História Social do Instituto de Ciências Sociais. Foi responsável científica do arquivo entre 1999 e 2005.
Participou em vários projetos de investigação e defendeu, em janeiro de 1992, a dissertação de doutoramento Processo de implantação, lógica e dinâmica de funcionamento do corporativismo em Portugal – os primeiros anos do salazarismo, que obteve nota máxima e foi mais tarde publicada em livro, com o título A questão social no salazarismo, 1930-1947. O projeto de doutoramento foi realizado sob a orientação de Maria Filomena Mónica, Manuel de Lucena e Adérito Sedas Nunes.
Em 2000 editou o seu segundo livro, Sindicatos contra Salazar: A Revolta do 18 de janeiro de 1934, onde fez uma cronologia ao minuto da revolta vista como o "mito fundador da imagem revolucionária do proletariado português". Neste livro, Fátima Patriarca desmantelou o mito do soviete da Marinha Grande. A pesquisa envolveu a elaboração de um ficheiro onomástico de cerca de 400 pessoas referidas na imprensa. Foi investigadora principal do Instituto de Ciências Sociais desde 1999 até à sua jubilação, em outubro de 2015.
Aquando da sua morte, em 2016, o então Presidente da República Marcelo Rebelo de Sousa declarou: "Portugal perde uma académica de excepção, que de forma tão discreta quanto admirável deu um contributo fundamental para a compreensão da História Contemporânea do nosso País".

## Obra selecionada
É autora de vários artigos:
- Operários portugueses na Revolução: a manifestação dos operários da Lisnave de 12 de setembro de 1974, Análise Social (1978) [7]
- Taylor no Purgatório: O trabalho operário na metalomecânica pesada, Análise Social (1982) [8]
- A institucionalização corporativa — das associações de classe aos sindicatos nacionais (1933), Análise Social (1991) [9]
- A regulamentação de trabalho nos primeiros anos do regime corporativo, Análise Social (1994) [10]

Publicou os seguintes livros:
- A Questão Social no Salazarismo, vols. I e II, INCM (1995) ISBN: 978-972-270-714-5[12]

- Sindicatos contra Salazar: A revolta do 18 de janeiro de 1934, ICS (2000) ISBN: 978-972-671-062-6[13]

- Estado, Regimes e Revoluções: Estudos em Homenagem a Manuel de Lucena (org.), ICS (2012) ISBN: 978-972-671-304-3[14]